# Love Devotion Surrender
Love Devotion Surrender je studijski album Carlosa Santane in Johna McLaughlina, ki je izšel leta 1973. Pri snemanju sta sodelovali tudi skupini Santane in McLaughlina, Santana ter The Mahavishnu Orchestra. Inspiracija za album je bilo učenje guruja Šrija Činmoja ter spomin na Johna Coltrana. Album vsebuje dve Coltranovi skladbi, dve McLaughlinovi skladbi in tradicionalno gospel skladbo, ki sta jo priredila Santana in McLaughlin. Album je leta 1973 prejel zlat certifikat. Leta 2003 je album izšel na zgoščenki skupaj z alternativnimi verzijami kot bonus skladbami.

## Ozadje
Tako Santana kot McLaughlin, sta bila učenca guruja Šrija Činmoja, naslov albuma pa izvira iz konceptov Činmojeve filozofije, ki se je osredotočala na »ljubezen, vdanost in predajo«. Šri Činmoj je o albumu in konceptu predaje dejal:
Na žalost je »predaja« na Zahodu napačno razumljena. Mislimo, če se predamo nekomu, bo ta naš gospodar....vendar iz spiritualnega vidika....ko končno vstopi v neskončno, postane naenkrat vse neskončno. Ko majhna kaplja pade v ocean, je ne moremo več izslediti. Postane namreč mogočen ocean.
Za Santano in McLaughlina je album glasbeno in spiritualno izšel ob prehodnem času: Love Devotion Surrender je bil javni prikaz njune spiritualnosti. Carlos Santana se je v tem času odmikal od rocka h jazzu in jazz fusionu ter je izkusil "duhovno prebujenje", McLaughlin pa je bil, zaradi kritik članov skupine, pred razpustitvijo skupine Mahavishnu Orchestra. Santana je bil McLaughlinov oboževalec, McLaughlin pa ga je leta 1971 predstavil Šriju Činmoju, ta pa mu je dal ime "Devadip". Leta 1972 sta nato Santana in McLaughlin začela skupaj snemati. Marc Shapiro v biografiji Santane piše, da se je moral Santana od McLaughlina veliko naučiti: »Več ur je sedel, navdušen nad novimi načini igranja, ki mu jih je McLaughlin pokazal.« Njegova duhovnost pa je imela vpliv na glasbo: »Carlosova nova vera je bila prisotna v vsakem utoru.«

## Skladbe
Prva skladba, »A Love Supreme«, je verzija Coltranove kompozicije, »Acknowledgement«, ki je izšla leta 1964 na albumu A Love Supreme. Pri skladbi igrata Santana in McLaughlin električni kitari, s katerimi improvizirata. Proti koncu skladbe lahko slišimo vrstico »A love supreme«.
»Naima« je še ena Coltranova kompozicija, zaigrana na akustično kitaro. Prvič je izšla leta 1959 na Coltranovem albumu Giant Steps.
»The Life Divine« se ponovno vrača k albumu A Love Supreme. Prvi del skladbe zaznamuje hitra in obsežna improvizacija Santane, ki alterira med hitrimi frazami ter dolgimi notami. V srednjem delu slišimo McLauglinov staccato in riffe. Konec zaznamujejo električne orgle Larryja Younga ter tolkala.
»Let Us Go Into the House of the Lord« je 16-minutna skladba, ki izhaja iz tradicionalne gospel skladbe. Kot avtorja aranžmaja sta napisana Santana in McLaughlin, Bob Palmer v reviji Rolling Stone pa piše o tem, da je aranžma zelo blizu Lonnieju Listonu Smithu. Smithov aranžma je bil posnet leta 1970, ko je sodeloval s saksofonistom Pharoahom Sandersom, ki je skladbo posnel in je tesno sodeloval s Coltranom. Po počasnem uvodnem delu, večino skladbe predstavljajo soli, s spremljavo basa in tolkali. Skladba se zaključi z vrnitvijo k uvodnem delu.
Zadnja skladba, »Meditation«, je McLaughlinova skladba, ki jo je ta že prej posnel za izključno uporabo newyorške radijske postaje WNEW-FM. McLaughlin igra pri skladbi klavir, Santana pa akustično kitaro.

## Kritični sprejem
Kritike o kompozicijah in izvedbah le-teh so zelo raznolike. Kot dodatek k ugotovitvi, da je skladba »Let Us Go« zelo podobna Smithovemu aranžmaju, je Bob Palmer pisal o »površinski obdelavi« Coltranove glasbe, McLaughlinov biograf, Paul Stumo, pa je kritiziral elemente, ki so bili pri skladbi »A Love Supreme« preveč tipični za Santano. Thom Jurek je bil bolj pozitiven in je pohvalil skladbo »The Life Divine«.
Oboževalci Santane so bili nezadovoljeni; Thom Jurek je zapisal, da je bil Love Devotion Surrender »brezupno nerazumljen album tistega časa s strani oboževalcev Santane«, Marc Shapiro pa v biografiji Santane piše drugače. »Carlos je bil zadovoljen z odzivom, ko je ugotovil, da je bila glasba z albuma všeč njegovim starim oboževalcev«. Paul Stump, avtor McLauglinove biografije Go Ahead John, je bil odkrito negativen o izvedbi in usmeritvi albuma.
Thom Jurek, ki je napisal recenzijo za portal AllMusic, je album pohvalil: »Po treh desetletjih album še vedno zveni radikalno in osupljivo lepo.« Robert Palmer, pisec revije Rolling Stone, je bil o albumu ambivalenten. Bolj je pohvalil Santanino igranje kot McLaughlinovo, za katerega je dejal, da nima občutka in se opira na tehnične podrobnosti. Kasneje je, v pozitivni recenziji albuma Welcome (1973), dejal, da je bil album »serija ekstatičnih jamov na Coltranovo glasbo.«
Številni kritiki so posebej pohvalili organista Larryja Younga. Thom Jurek je dejal, da je Young gel, ki drži dva zelo različna kitarista skupaj; Robert Palmer je dejal, da »so občutljivi orgelski soli na albumu sploh najboljše stvari albuma«.

## Remiks
Leta 2001 je Bill Laswell, ki je že naredil remiksa albumov Boba Marleyja in Milesa Davisa, miksal in remiksal odlomke iz albumov Illuminations in Love Devotion Surrender na albumnu Divine Light.

## Seznam skladb
| Stran 1 | Stran 1           | Stran 1         | Stran 1 |
| Št.     | Naslov            | Pisec           | Dolžina |
| ------- | ----------------- | --------------- | ------- |
| 1.      | „A Love Supreme‟  | John Coltrane   | 7:48    |
| 2.      | „Naima‟           | Coltrane        | 3:09    |
| 3.      | „The Life Divine‟ | John McLaughlin | 9:30    |

| Stran 2 | Stran 2                                | Stran 2       | Stran 2 |
| Št.     | Naslov                                 | Pisec         | Dolžina |
| ------- | -------------------------------------- | ------------- | ------- |
| 1.      | „Let Us Go Into the House of the Lord‟ | tradicionalna | 15:45   |
| 2.      | „Meditation‟                           | McLaughlin    | 2:45    |

| Bonus skladbe na zgoščenki | Bonus skladbe na zgoščenki | Bonus skladbe na zgoščenki | Bonus skladbe na zgoščenki |
| Št.                        | Naslov                     | Pisec                      | Dolžina                    |
| -------------------------- | -------------------------- | -------------------------- | -------------------------- |
| 1.                         | „A Love Supreme (2.)‟      | Coltrane                   | 7:24                       |
| 2.                         | „Naima (4.)‟               | Coltrane                   | 2:51                       |

## Osebje

### Glasbeniki
- Mahavishnu John McLaughlin – kitara, klavir
- Carlos Santana – kitara
- Mahalakshmi Eve McLaughlin – klavir
- Larry Young (Khalid Yasin) – klavir, orgle
- Doug Rauch – bas kitara
- Jan Hammer – hammond orgle, bobni, tolkala
- Billy Cobham – bobni, tolkala
- Don Alias – bobni, tolkala
- Michael Shrieve – bobni, tolkala
- Mingo Lewis – tolkala
- Armando Peraza – konge, tolkala, vokal

### Produkcija
- Producenta: Mahavishnu John McLaughlin, Carlos Santana
- Inženir: Glen Kolotkin
- Oblikovanje in fotografija: Ashok
- Fotografije: Pranavananda
- Esej: Šri Činmoj

## Lestvice
| Leto | Lestvica          | Mesto |
| ---- | ----------------- | ----- |
| 1973 | Pop Albums (U.S.) | 14    |
| 1973 | Pop Albums (UK)   | 7     |